# Lac de Lod (Chamois)
Pour les articles homonymes, voir Lac de Lod.
Le lac de Lod se situe sur la commune valdôtaine de Chamois, dans le moyen Valtournenche.

## Étymologie
Le toponyme Lod, ainsi que son homophone Loz (cf. le Lac de Loz), est une contraction orthographique des mots l'eau.

## Situation
Le lac se situe près du village de Corgnolaz, chef-lieu de la commune de Chamois.